# اموال
اموال (به هلندی: Omval) یک منطقهٔ مسکونی در هلند است که در آمستردام واقع شده‌است.